# محمد حومري
محمد حومرى (ولد في{13 مارس 1993 في بشار ملاكم جزائري.

## المسيرة الرياضية
محمد الحميري هو صاحب الميدالية البرونزية في فئة الوزن الخفيف الثقيل [الإنجليزية] في ألعاب البحر الأبيض المتوسط 2018 [الإنجليزية] في طركونة  وكذلك في الألعاب الأفريقية 2019 بالرباط.
في 25 يوليو 2021، تأهل حومري (في فئة الوزن متوسط-ثقيل [الإنجليزية] -81 كلغ) إلى الدور ثمن النهائي من دورة الملاكمة في الألعاب الاولمبية 2020 المقامة بطوكيو، بعد تفوقه على منافسه الفنزويلي كورباج باريرا نالك بنتيجة 3-2.

## روابط خارجية
- محمد_حومري على موقع بوكس ريك (الإنجليزية) (registration required)
- محمد_حومري على موقع أوليمبيديا (الإنجليزية)